# Fort St. George

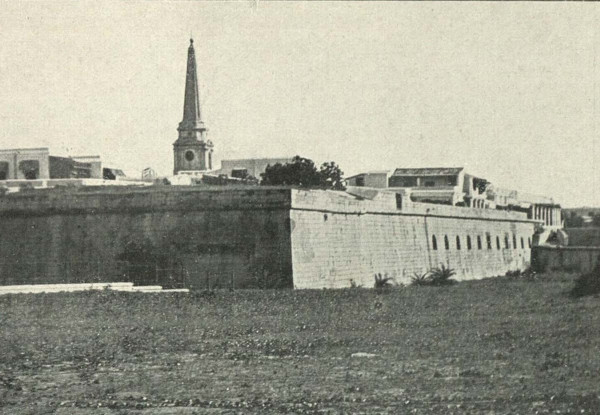
Blick auf das Fort St. George, um 1905

Das Fort St. George (Tamil புனித ஜார்ஜ் கோட்டை) ist eine Festung in Chennai (Madras), der Hauptstadt des indischen Bundesstaates Tamil Nadu. Sie wurde 1640 von den Briten angelegt und wurde zur Keimzelle der Stadt, die um die Festung herum zu wachsen begann. Im 18. Jahrhundert maßgeblich erweitert, ist das Fort St. George ein historisch bedeutsames Zeugnis der Kolonialgeschichte des Landes. Heute beherbergt das Fort unter anderem das Parlament und die Regierung des Bundesstaates Tamil Nadu sowie ein Museum.

## Geschichte

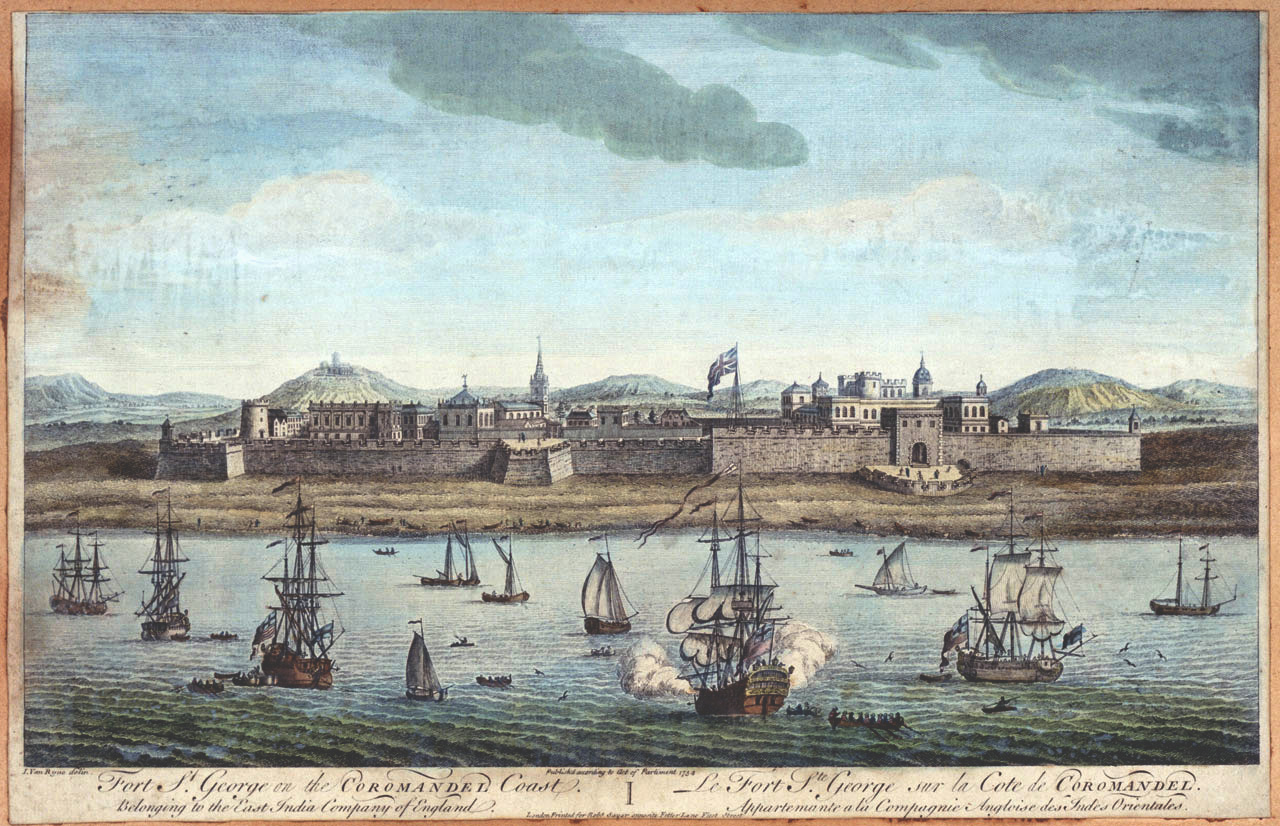
Ansicht des Forts St. George von 1754

Das Fort St. George entstand, nachdem die Britische Ostindien-Kompanie 1639 einem lokalen Herrscher ein Stück Land abgekauft hatte, um dort einen Handelsstützpunkt zu errichten. Daraufhin errichteten die Briten ein erstes Fort, das noch aus kaum mehr als einem befestigten Lagerhaus bestand. Am 23. April 1640, dem Georgstag, wurde das Fort eingeweiht und nach dem Heiligen Georg, dem Nationalheiligen Englands, Fort St. George genannt. Das Fort St. George wurde zum Hauptquartier der Präsidentschaft Madras (offiziell Presidency of Fort St. George), neben Bombay und Bengalen eine von drei Verwaltungseinheiten der Britischen Ostindien-Kompanie. Um das Fort herum entwickelte sich bald eine Siedlung, die zur Keimzelle der Stadt Madras (Chennai) werden sollte.
Nachdem die Briten im 18. Jahrhundert begonnen hatten, mit Frankreich um die Vorherrschaft in Südindien zu rivalisieren, wurde das Fort St. George 1746 im Ersten Karnatischen Krieg unter Bertrand François Mahé de La Bourdonnais von den Franzosen erobert. Nach dem Abzug der Franzosen wurden die Befestigungen verstärkt, sodass das Fort 1758–1759 eine weitere Belagerung durch die Franzosen unter Thomas Arthur de Lally-Tollendal überstand. Bis 1783 fanden weitere Baumaßnahmen statt, durch die das Fort seine heutige Ausdehnung erhielt.
Nachdem 1921 der Madras Legislative Council als Parlament der Präsidentschaft Madras, mittlerweile als Provinz Britisch-Indiens nicht mehr der Britischen Ostindien-Kompanie, sondern direkt der britischen Krone unterstellt, eingerichtet worden war, begann dieses im Fort St. George zu tagen. Nach der indischen Unabhängigkeit 1947 blieb das Fort St. George Sitz der Regierung und des Parlaments des Bundesstaates Madras, der 1956 umformiert und 1967 in Tamil Nadu umbenannt wurde. Unter der DMK-Regierung M. Karunanidhis wurde ein neuer Komplex für Parlament und Regierung, der Omandurar Government Estate, erbaut und 2010 eingeweiht. Nach dem Wahlsieg der AIADMK 2011 veranlasste die neue Regierungschefin J. Jayalalithaa, dass Parlament und Regierung Tamil Nadus wieder zurück ins Fort St. George umzogen.

## Anlage
Das Fort St. George befindet sich im Zentrum Chennais nördlich der Mündung des Cooum-Flusses zwischen dem Stadtteil George Town im Norden, dem Hafengelände im Osten und einer unbewohnten Flussinsel des Cooum im Südwesten. Ein doppelter, mit Ravelins versehener Festungswall aus dem 18. Jahrhundert umgibt die Anlage. Der ehemalige Festungsgraben liegt heute trocken. Drei Tore, San Thome Gate, Wallajah Gate und St. George’s Gate führen im Süden in die Festung, im Osten bildet das Sea Gate den Hauptzugang. Die Festungsmauern schließen eine Fläche von 17 Hektar ein. Innerhalb der Anlage befinden sich eine Reihe von Gebäuden aus unterschiedlichen Epochen.

### Fort House

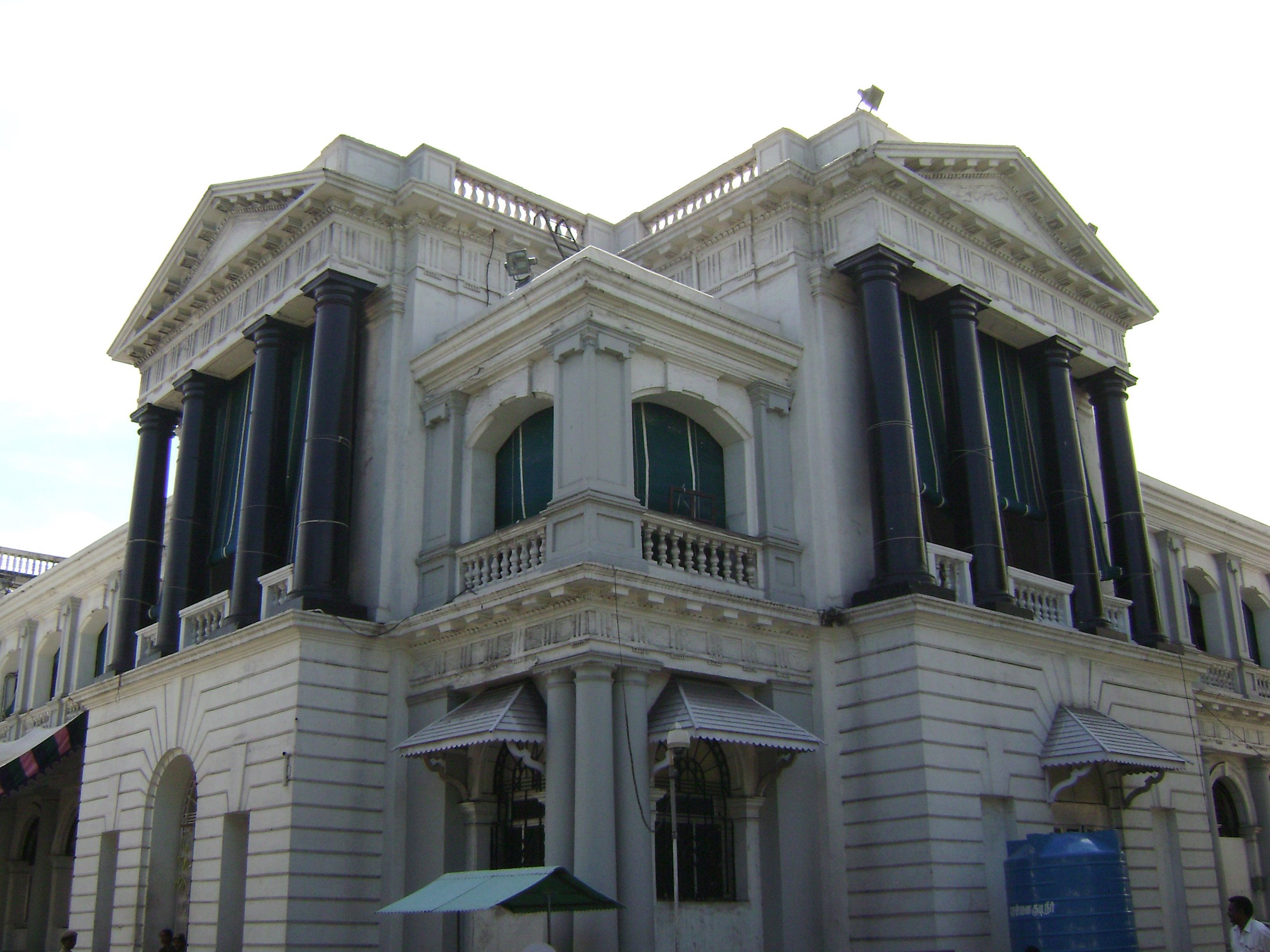
Seitenflügel des Fort House

Im Zentrum des Fort St. George steht das Fort House, das heute das Parlament (Assembly) Tamil Nadus und das Sekretariat (Secretariat), das Regierungsorgan des Bundesstaates, beherbergt. Ursprünglich diente das mehrfach erweiterte Gebäude als Residenz des britischen Gouverneurs. Die ältesten Teile des Fort House stammen vom Ende des 17. Jahrhunderts. 1825 wurden zwei Seitenflügel angebaut, 1910 wurde das Gebäude auf zwei Stockwerke erhöht und der Plenarsaal (Assembly Hall) angebaut. Dabei erhielt das Fort House seine Fassade mit Säulen aus poliertem schwarzen Charnockit. Sie waren zuvor Teil einer Kolonnade aus Säulen gewesen, die 1732 aus Pondicherry gebracht wurden. Zu dem Komplex gehören weiter einige eher schmucklose Erweiterungsbauten aus den 1970er Jahren. Vor dem Fort House steht ein 46 Meter hoher Flaggenmast. Der ursprüngliche 1687 errichtete Flaggenmast aus Teakholz wurde 1994 durch einen metallenen Mast ersetzt.

### Fort Museum

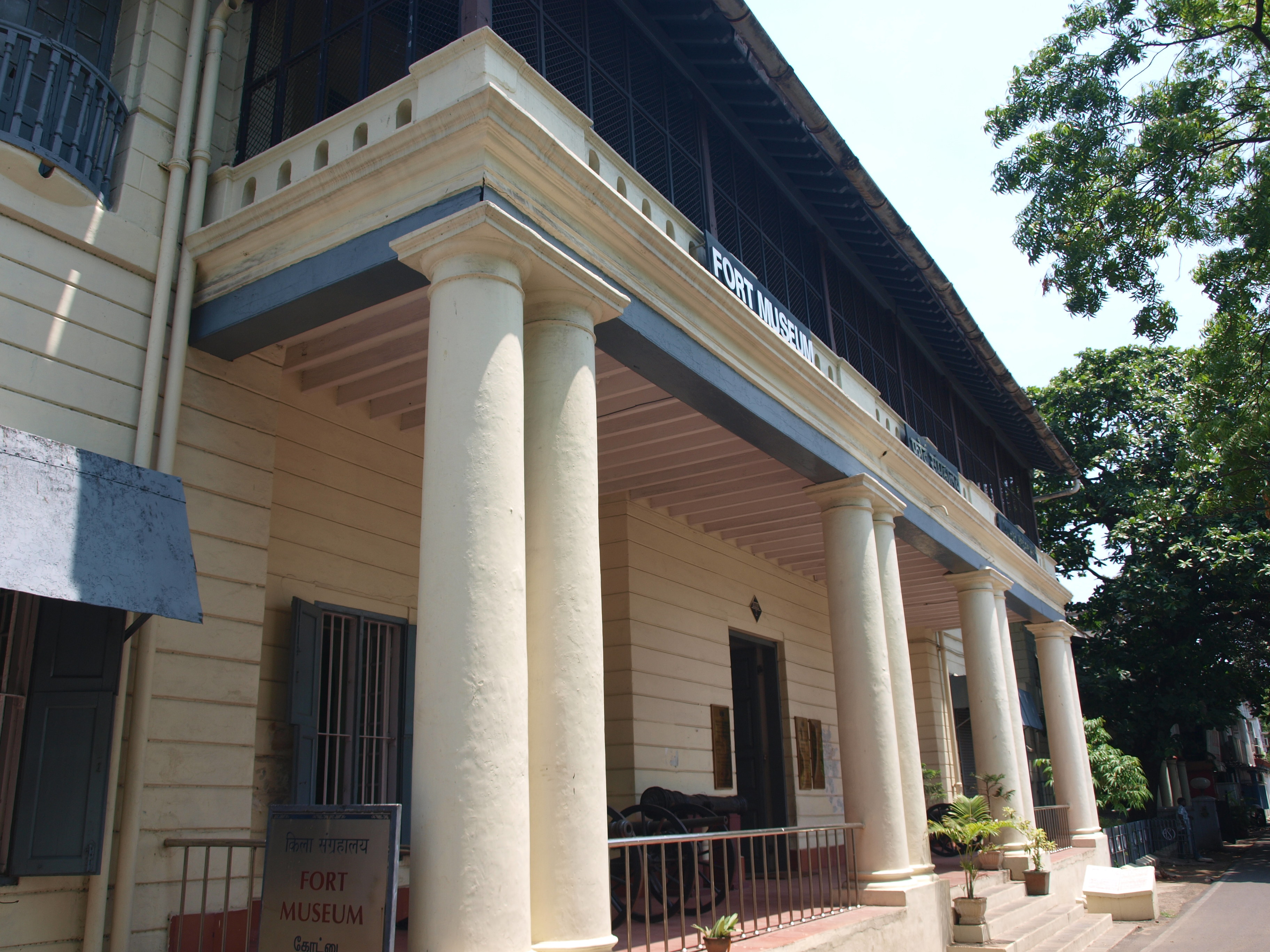
Fort Museum

Das Fort Museum ist im nordöstlichen Teil der Festung in einem Gebäude aus den 1780er Jahren untergebracht. Ursprünglich beherbergte das heutige Museumsgebäude die 1683 gegründete Bank of Madras und die Warenbörse Fort Exchange. Auf dem Dach des Gebäudes war bis 1841 ein Leuchtturm in Betrieb. Ab 1861 diente das Gebäude als Offiziersmesse, 1948 wurde das Fort Museum eröffnet. Ausgestellt sind Gemälde, Skulpturen, Waffen, Münzen, Medaillen, Uniformen und andere Objekte aus der britischen Kolonialzeit.

### St. Mary’s Church

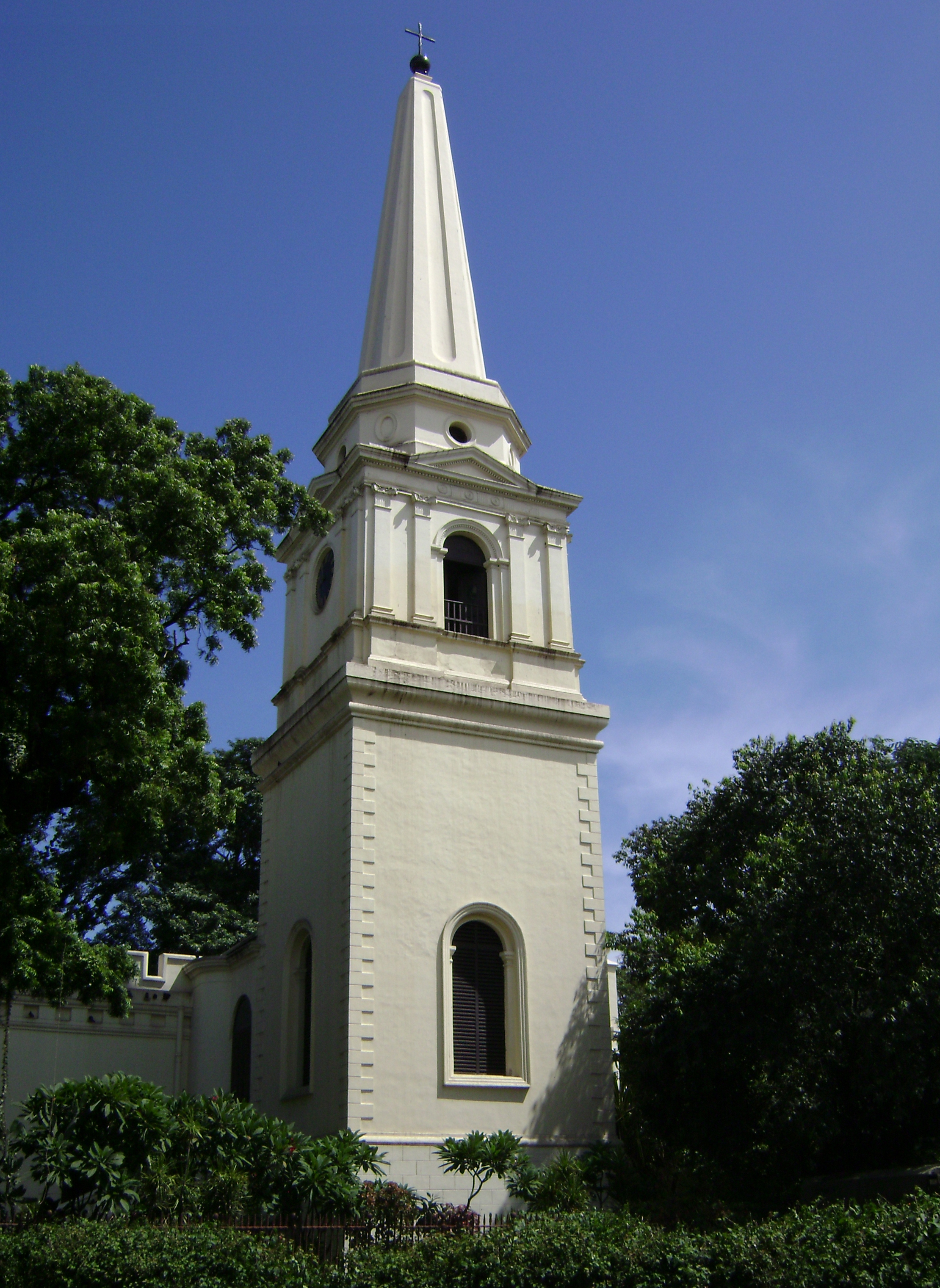
Kirchturm der St. Mary’s Church

Im südlichen Teil des Fort St. George steht die St. Mary’s Church. Am 28. Oktober 1680 geweiht, ist die St. Mary’s Church das älteste anglikanische Gotteshaus in Asien. Die Kirche ist im Stil des englischen Klassizismus errichtet. Der Kirchturm wurde 1701 zunächst freistehend errichtet und erst 1760 baulich mit der Kirche verbunden. 1795 erhielt der Kirchturm seine heutige Turmspitze, deren Form einem Obelisken ähnelt. Der Hofbereich vor der Kirche ist mit Grabsteinen des ältesten, 1763 aufgelösten Friedhofs der Briten gepflastert. Darunter findet sich der Grabstein der 1652 verstorbenen Elizabeth Baker, der Frau des ersten Präsidenten von Madras Aaron Baker, mit der ältesten erhaltenen britischen Inschrift in Indien.

### Clive’s House und Wellesley House

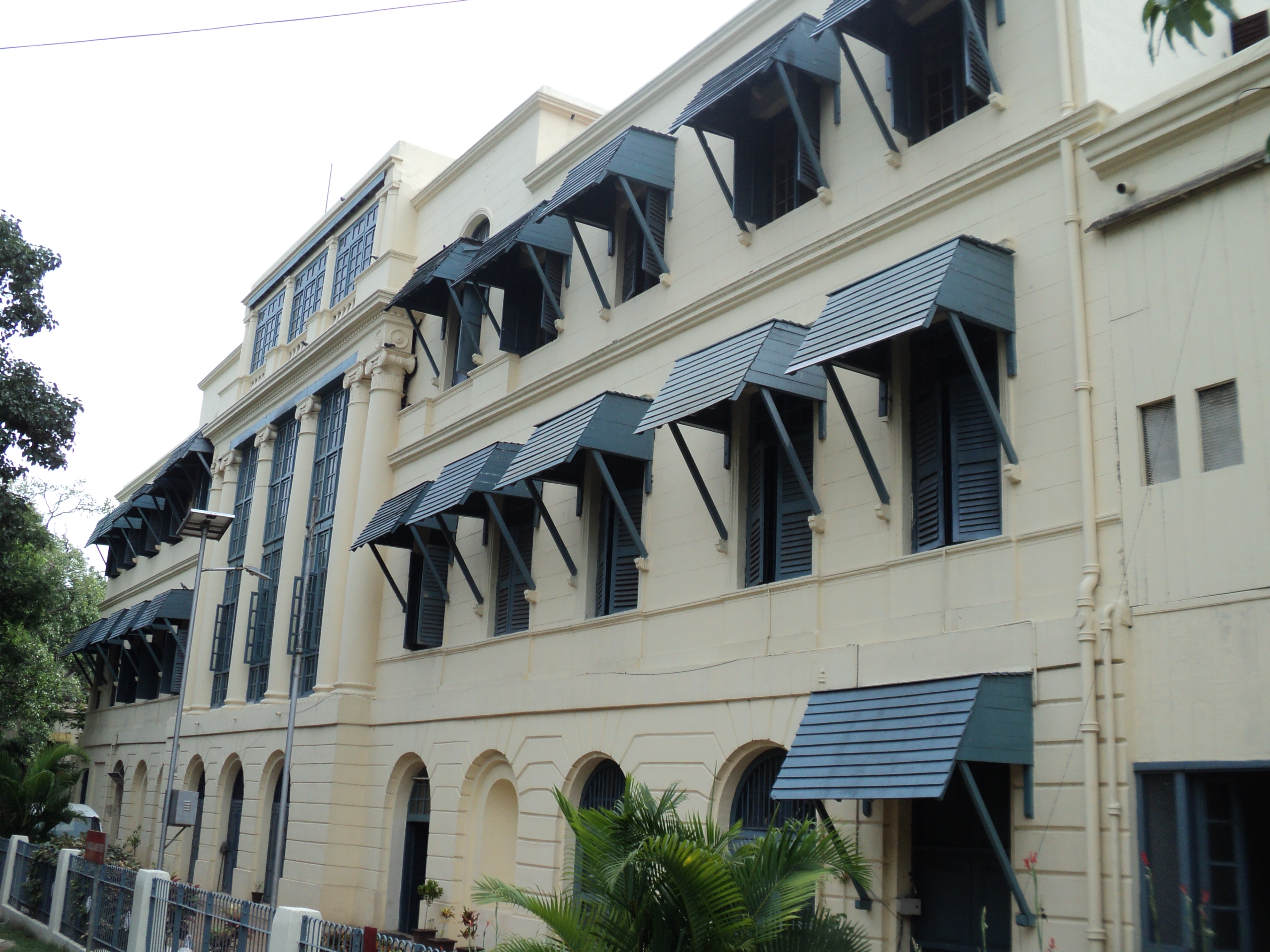
Clive’s House

Das Clive’s House genannte Gebäude im westlichen Teil des Forts trägt seinen Namen nach Robert Clive. In diesem Haus lebte Clive, der später als General einen wesentlichen Anteil an der Begründung der britischen Macht hatte, 1744, während er als Sekretär in Madras arbeitete. Später beherbergte es die britische Admiralität, heute ist in dem Gebäude der Archaeological Survey of India untergebracht. Das 1796 erbaute Wellesley House, in dem Arthur Wellesley, der später die Schlacht bei Waterloo gewinnen sollte, sich während des Vierten Mysore-Krieges aufhielt, ist dagegen weitgehend verfallen.

## Persönlichkeiten
- George Morton Pitt (1693–1756), britischer Politiker, Kaufmann und Kolonialadministrator der Britischen Ostindien-Kompanie, hier geboren